# Piper PA-44 Seminole
De  Piper  PA-44 Seminole is een Amerikaans tweemotorig laagdekker sport- en lesvliegtuig met een driewielig intrekbaar landingsgestel. Het door Piper Aircraft geproduceerde geheel metalen toestel met vier zitplaatsen maakte zijn eerste vlucht in 1976.
Het ontwerp van de PA-44 is een directe afgeleide van de Piper PA-28 Cherokee. Het toestel wordt veel gebruikt bij 
vliegscholen voor de multi engine piston (MEP) opleiding. De contraroterende motoren en propellers met volledige vaanstand maken dat het toestel ook met één motor goed bestuurbaar blijft en nog veilig te vliegen is.
Hoewel de productie tussen 1982 en 1995 een paar maal is gestaakt, is het toestel bij de Piper fabriek nog steeds leverbaar.

## Varianten
PA-44-180 Seminole
Met twee atmosferische Lycoming O-360 motoren, 180 pk elk.
PA-44-180T Seminole
Met twee turbogeladen Lycoming O-360 motoren, 180 pk elk.
PA-44 Seminole DX
Tekentafelmodel met twee Continental Motors CD-170 dieselmotoren.

## Specificaties
- Type: Piper PA-44 Seminole
- Fabriek: Piper Aircraft
- Sport- en lesvliegtuig
- Bemanning: 1
- Passagiers: 3
- Lengte: 8,41 m
- Spanwijdte: 11,77 m
- Hoogte: 2,59 m
- Vleugeloppervlak: 17,08 m²
- Vleugelprofiel: NACA 652-415
- Leeg gewicht: 1068 kg
- Maximum gewicht: 1724 kg
- Brandstof: 420 liter

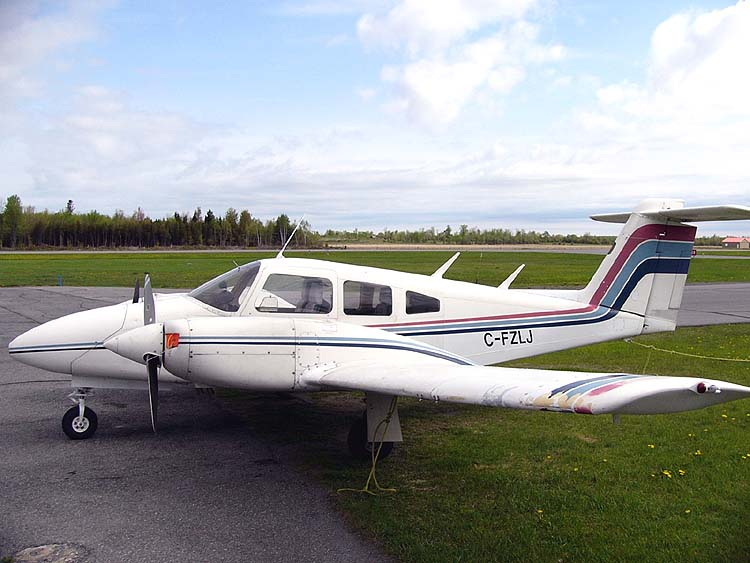
Piper PA-44-180 Seminole

- 2 × Lycoming O-360-E1A6 contraroterende luchtgekoelde viercilinder boxermotoren, 180 pk (130 kW) elk
- Propeller: tweeblads Hartzell constant-speed propellers met vaanstand, diameter 1,88 m
- Eerste vlucht: 1976
- Gebouwd: 1979-heden

Prestaties:
- Maximumsnelheid: 311 km/u
- Kruissnelheid: 301 km/u (75% vermogen)
- Overtreksnelheid: 109 km/u (flaps down)
- Klimsnelheid: 6,8 m/s
- Plafond: 5200 m
- Plafond met 1 motor: 1200 m
- Vliegbereik: 1695 km
- Startbaan met 15 m obstakel: 430 m